# Иммунный статус
Имму́нный ста́тус — это комплексный показатель состояния иммунной системы, это количественная и качественная характеристика состояния функциональной активности органов иммунной системы и некоторых неспецифических механизмов противомикробной защиты.

## Методы оценки

### Клинико-лабораторный этап
1. Сбор и оценка иммунологического анамнеза (частота инфекционных заболеваний, характер их течения, выраженность температурной реакции, наличие очагов хронической инфекции, реакции на вакцинации или введение лекарственных средств);
2. Оценка результатов общего клинического анализа крови (содержание гранулоцитов, моноцитов, лимфоцитов);
3. Выявление с помощью бактериологических, вирусологических и серологических исследований бактерионосительства и вирусоносительства.

### Лабораторно-иммунологический этап
На лабораторно-иммунологическом этапе исследования иммунного статуса применяются тесты ориентировочного и аналитического уровней.

#### Ориентировочный уровень
На этом уровне выявляются грубые нарушения деятельности иммунной системы. Они включают в себя определение:
- общего и относительного числа лимфоцитов;
- основных субпопуляций (Т- и В-клетки);
- фагоцитарной активности лейкоцитов;
- концентрации иммуноглобулинов разных классов в сыворотке крови.

Для определения количественного отношения между различными группами лимфоцитов используются меченые моноклональные флюоресцирующие сыворотки к специфическим поверхностным антигенным маркерам, обозначаемым символами CD (claster differentiation).
Таких антигенных маркеров известно несколько десятков, но отдельные из них характерны для того или иного типа клеток:
- рецептор CD3 — рецептор всех Т-лимфоцитов;
- рецепторы CD19, CD20, CD21, CD72 — рецептор В-лимфоцитов;
- рецептор CD4 — рецептор Т-хелперов;
- рецептор CD8 — рецептор Т-киллеров;
- рецептор CD16 — рецептор NK-клеток (натуральных киллеров).

Для оценки фагоцитарной активности нейтрофилов крови определяют количество фагоцитирующих клеток и фагоцитарный показатель, то есть среднее количество микробных клеток, поглощенных одним лейкоцитом.
Концентрацию (уровень) иммуноглобулинов разных классов в сыворотке крови определяют в реакции преципитации в геле с антиглобулиновыми сыворотками. На сегодняшний день считается, что такая методика имеет погрешность в измерении до 15 %.

#### Аналитический уровень
На этом уровне проводится более глубокий анализ состояния иммунной системы. На этом уровне осуществляется определение отдельных субклассов иммуноглобулинов и В-лимфоцитов, регуляторных и эффекторных клеток. Также на этом этапе можно определить концентрации отдельных цитокинов — главных регуляторных молекул, определяющих тип иммунного ответа.